# Maurits Coppieters
Maurits Coppieters (ur. 14 maja 1920 w Sint-Niklaas, zm. 11 listopada 2005 w Deinze) – belgijski polityk, nauczyciel i prawnik, parlamentarzysta krajowy i europejski, senator.

## Życiorys
Od dwunastego roku życia działał w ruchu skautowym, zaś podczas drugiej wojny światowej ukrywał się przed pracami przymusowymi. Od 1938 do 1942 studiował historię na Uniwersytecie Gandawskim. W 1970 obronił doktorat z prawa, a w 1983 uzyskał magisterium ze studiów wschodnioeuropejskich na Uniwersytecie Gandawskim. Przez wiele lat pracował jako nauczyciel w szkołach w Ronse, Antwerpii, Deinze i Gandawie; w ostatniej był wicedyrektorem. Od 1970 praktykował jako prawnik w Dendermonde. Był też komisarzem ruchu skautowego VVKS i członkiem redakcji pisma „Jeugdlinie”. Opublikował także liczne książki
Wstąpił do Unii Ludowej, należał do jej progresywnego skrzydła. Od 1965 do 1971 kierował powiązanym z partią stowarzyszeniem Vlaamse Volksbeweging. Był radnym miejscowości Sint-Amandsberg (część Gandawy; 1964–1968), Nieuwkerken-Waas (1970–1976) i Sint-Niklaas (1976–1982). W latach 1965–1971 poseł do Izby Reprezentantów, a następnie do 1979 senator. Od 1971 do 1979 zasiadał w radzie kulturowej Regionu Flamandzkiego, od czerwca 1977 do kwietnia 1979 był jej przewodniczącym. W 1979 wybrano go posłem do Parlamentu Europejskiego, gdzie należał do władz Technicznej Grupy Niezależnych. 11 lutego 1981 zrezygnował z mandatu i wycofał się z bieżącej polityki. Od 1984 do 1986 kierował archiwum flamandzkich nacjonalistów ADVN, zaś od 1983 do 1989 – pozarządową organizacją na rzecz rozwoju (NCOS). W 1989 wystąpił z Unii Ludowej oskarżając ją o nierealizowanie własnych celów w koalicji; w 1996 założył wraz z socjalistycznym politykiem Norbertem De Batselierem stowarzyszenie Sienjaal.

## Życie prywatne
Był żonaty z Marią Van Boven, miał troje dzieci. Zmarł wskutek nowotworu gardła. W 2007 założono fundację jego imienia Centre Maurits Coppieters, zajmującą się promocją samorządności i lokalnych społeczności. Dwa lata później wydała ona poświęconą mu publikację.